# Frankenthal
Frankenthal er en by i den tyske delstat Rheinland-Pfalz, i det vestlige Tyskland, ikke langt fra grænsen til Frankrig.

## Venskabsbyer
- Strausberg (Tyskland)